# AGM-63
O AGM-63 foi um projeto de míssil dos Estados Unidos. Ele foi concebido em março de 1962, quando a Marinha dos EUA emitiu dois requisitos para mísseis de longo alcance anti-radiação (ARMs)  para complementar o AGM-45 Shrike de curto alcance. O primeira deveria operar em intervalos de até 90 km, enquanto que o segundo seria capaz de operar a 180 km. Desenvolvimento do ARM I fui aprovado em 1963; oa míssil foi dada a designação  de ZAGM-63A. No entanto, os fundos não foram disponibilizados como nos outros programas de mísseis anti-radiação, tais como a melhoria do AGM-45 Shrike, o desenvolvimento da AGM-78 e AGM-88 HARM foi dada uma prioridade mais elevada.
O AGM-63 continuou por vários anos como um míssil puramente teórico. Nenhum projeto ou a configuração já foi definido e o projeto foi cancelado no final da década de 1960.

## Operadores
- Estados Unidos: A Marinha dos Estados Unidos cancelou o AGM-63 antes de qualquer exemplares foram produzidos.